# Television Blong Vanuatu
Television Blong Vanuatu, nota anche con l'acronimo TBV  (francese: Télévision de Vanuatu), è una rete televisiva generalista pubblico-privata, l'unico canale propriamente delle Vanuatu, joint venture tra SRTV e Guilin CEKE Communication Equipment Co Ltd, società privata cinese specializzata in televisione digitale. 
Trasmette dalla capitale Port Vila in bislama, inglese e francese.
È anche affiliata alla francese La Première.

## Storia
Le trasmissioni di TBV iniziarono a titolo sperimentale e in modo inaspettato a luglio 1992, grazie all'aiuto finanziario e tecnico della Réseau France Outre-mer (RFO)/1ère e del Fonds Pacifique (fondo di cooperazione economica, sociale e culturale per il Pacifico).
Le attrezzature di RFO furono installate presso gli uffici "Vanitel" e permisero di seguire in diretta per quattro ore al giorno i Giochi olimpici estivi del 1992.
La fondazione ufficiale avvenne, invece, nel 1993, estendendo il palinsesto da quattro a sei ore giornaliere in francese e in inglese.
Nel 2006 il canale ricevette una donazione di ulteriori attrezzature e telecamere da Canal France International, che gli permisero di ingrandirsi e di cominciare a produrre alcuni programmi locali..
Il 14 ottobre 2010 l'ambasciatrice di Francia alle Vanuatu, Françoise Maylié, firmò un accordo con la Société de radiodiffusion et télévision du Vanuatu (SRTV), azienda concessionaria della licenza televisiva di TBV, per estendere il segnale di Television Blong Vanuatu, in parallelo a quello di TV5 Monde, installando due nuovi trasmettitori: uno a Port-Vila e l'altro a Luganville,
nell'isola di Espiritu Santo.
Al 2010 il totale delle ore in francese e in inglese trasmesse quotidianamente da TBV ammontava a sei, l'80% del quale era costituito dalla ripetizione del segnale di Nouvelle-Calédonie La 1ère.

Ad agosto 2016 fu firmato un partenariato con NCTV, canale privato del vicino arcipelago della Nuova Caledonia, per la condivisione di programmi e la ritrasmissione su entrambi i canali di eventi di comune interesse.
Negli anni duemilaventi la totalità dei programmi autoprodotti è ormai in lingua bislama, la lingua pidgin nazionale.

## Programmi
- Kurent Affairs, attualità;
- Lokol Prodaksen, società e costume;
- Arts mo disaens, arte;
- Insaet Long Kijin;
- Kakae Lokol;
- Press Klab, informazione.